# Gouvernement Rafini I
VIIe République
Mahamadou Danda Brigi Rafini II
Le gouvernement de Brigi Rafini I est le gouvernement du Niger entre le 7 avril 2011 et le 19 octobre 2016.

## Composition
Le gouvernement, présidé par le Premier ministre Brigi Rafini, compte 25 ministres. Ceux-ci sont :
- Ministre de la défense nationale :  Karidjo Mahamadou
- Ministre de l’énergie et du pétrole : Foumakoye Gado
- Ministre de l’hydraulique et de l’environnement : Issoufou Issaka
- Ministre des transports : Ibrahim Yacouba
- Ministre de l’équipement : Saddi Soumaila
- Ministre d’État, ministre de l’intérieur, de la sécurité publique, de la décentralisation et des affaires religieuses : Abdou Labo
- Ministre des finances : Gilles Baillet
- Ministre de l’enseignement Supérieur et de la recherche scientifique : Mamadou Youba Diallo
- Ministre d’État, des affaires étrangères, de la coopération, de l’intégration africaine et des Nigériens à l’extérieur : Mohamed Bazoum
- Ministre de la justice, Garde des Sceaux, porte-parole du Gouvernement : Marou Amadou
- Ministre du commerce et de la promotion du secteur privé : Saley Saidou
- Ministre de la population, de la promotion de la femme et de la protection de l’enfant : Maikibi Kadidiatou Dandobi
- Ministre d’État, ministre des mines et du développement industriel : Omar Hamidou Tchiana (MODEN/FA/AMEN-AMIN)
- Ministre de l’agriculture : Oua Saidou
- Ministre de la santé publique : Soumana Sanda
- Ministre de l’éducation nationale, de l’alphabétisation et de la promotion des langues nationales : Ali Mariama Elhadj Ibrahim
- Ministre du tourisme et de l’artisanat : Yahaya Baare Aoua Abdou
- Ministre de la fonction publique et du travail : Sabo Fatouma Zara Boubacar
- Ministre de la communication et des nouvelles technologies de l’information : Salifou Labo Bouche
- Ministre de la formation professionnelle et de l’emploi : N’Gadé Nana Hadiza Noma Kaka
- Ministre d’État, ministre du plan, de l’aménagement du territoire et du développement communautaire : Amadou Boubacar Cisse
- Ministre de l’urbanisme, du logement et de l’assainissement : Moussa Bako Abdoul Karim
- Ministre chargé des relations avec les institutions : Elhadj Laouali Chaibou
- Ministre de l’élevage : Mahamane Elhadj Ousmane
- Ministre de la jeunesse, des sports et de la culture : Kounou Hassane (ANDP)

## Source